# Togainu no Chi
Togainu no Chi(  咎狗の血  。  (  Blood of the Reprimanded Hound  )  ) é um jogo para adultos da Nitro+chiral posteriormente adaptado para anime

## Sinopse
É ambientado no Japão em ruínas depois da Terceira Guerra Mundial. Agora, o país foi dividido em dois e é governado por duas facções. Anos depois, o grupo terrorista Vischio dominou a cidade de Toshima e está realizando um perigoso jogo de vida ou morte para disputar o novo rei. E o protagonista Akira entra neste jogo em troca da sua liberdade. Ele foi acusado injustamente e sua única opção foi aceitar a proposta de derrotar o rei da organização criminosa, oferecida por um agente secreto.
Personagens : Akira(personagem principal)
keisuke(amigo de akira,e também entra no jogo)
Rin(torna-se amigo do akira dentro do jogo)
Shiki(o mais temido dentro do jogo,irmão mais velho de Rin e tambem o Il Rei)